# Jerzy Wijas
Jerzy Ernest Wijas (ur. 12 lutego 1959 w Mysłowicach) – polski piłkarz, 17-krotny reprezentant Polski w latach 1983–1989. Zdobywca Pucharu Polski z Widzewem Łódź i Pucharu Izraela z Hapoelem Kefar Sawa.
Został II trenerem KS Górnik 09 Mysłowice grającego w IV lidze śląskiej gr. I.